# Dobře nám
Dobře nám (2008) je druhé album kapely Koa po smrti Zuzany Navarové v roce 2004. Obsahuje 17 písniček, z toho dvě jsou poslední písničky Navarové, na rozdíl od předchozího alba Koa (2006), které obsahuje ještě nahrávky Navarové, jsou již nazpívané členy kapely Koa. Další písničky složili členové kapely, hlavním autorem zůstává Mário Bihári.

## Seznam písniček
1. Podzimní – 3:15 (Mário Bihári)
2. Dívka bledá – 3:23 (František Raba)
3. Malý princ – 5:28 (Mário Bihári)
4. Zelený čaj – 5:08 (Mário Bihári)
5. Mladá Boleslav – 3:36 (Zuzana Navarová / Zuzana Navarová, Radůza, Chaker Khaouaj)
6. Hrajou smyčce – 4:05 (Zuzana Navarová)
7. Oblázky – 3:34 (Mário Bihári)
8. Dobyvatel Slunce (El Conquistador del Sol) – 3:37 (Camilo Caller)
9. Get It Off – 3:44 (František Raba / František Raba, Mário Bihári, Omar Khaouaj, Camilo Caller)
10. Batida de coco – 1:17 (Camilo Caller)
11. Cantaba con la guitarra – 4:26 (Omar Khaouaj)
12. Lesní víla – 2:58 (Mário Bihári)
13. Neve topanki – 2:12 (Mário Bihári)
14. City Cruise – 3:03 (Omar Khaouaj)
15. Jabloň – 3:41 (Mário Bihári)
16. Tramvaj – 3:14 (František Raba)
17. O smuteční vrbě – 4:26 (Mário Bihári)

## Nahráli
- Mário Bihári – akordeon, piano, Wurlitzer, Rhodes piano, zpěv
- František Raba – kontrabas, basová kytara, zpěv
- Omar Khaouaj – akustická kytara, elektrická kytara, zpěv
- Camilo Caller – bicí, perkuse, cajón, zpěv